# 抗焦慮藥

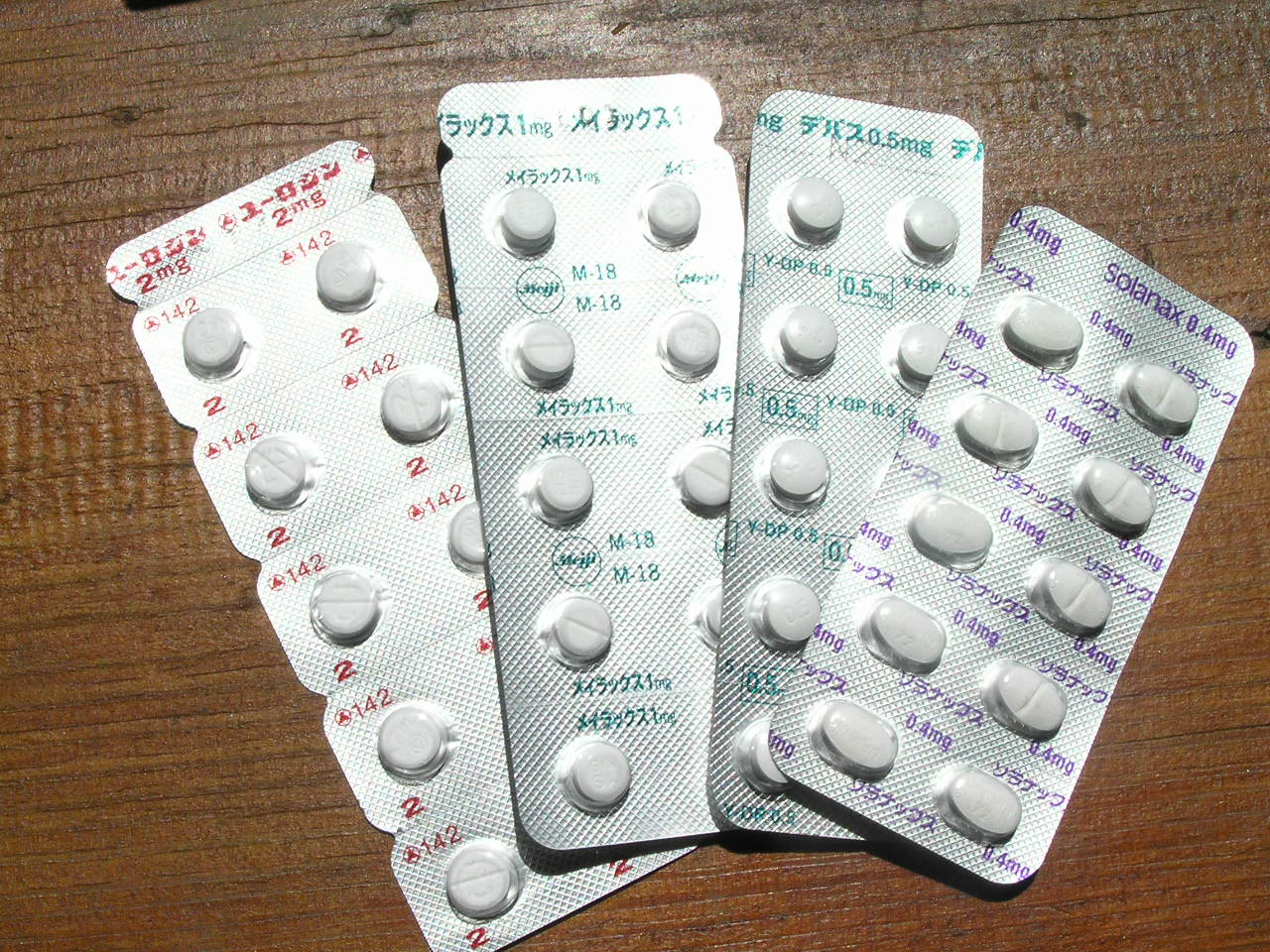
一种抗焦虑药

抗焦虑药或抗焦慮藥物是一种能减少焦虑的药物。抗焦虑药物可用于治疗焦虑症以及與其相关的心理疾病。其中巴比妥类、苯二氮卓类等藥物均屬於抗焦慮藥。